# Кларксбург (Охајо)
Кларксбург (енгл. Clarksburg) град је у америчкој савезној држави Охајо.

## Демографија
По попису из 2010. године број становника је 455, што је 61 (-11,8%) становника мање него 2000. године.
| Група             | 2000.       | 2010.       |
| Белци             | 503 (97,5%) | 445 (97,8%) |
| Афроамериканци    | 8 (1,6%)    | 1 (0,2%)    |
| Азијати           | 0 (0,0%)    | 0 (0,0%)    |
| Хиспаноамериканци | 0 (0,0%)    | 8 (1,8%)    |
| Укупно            | 516         | 455         |